# Gospa Sveta
Gospa Sveta (njem. Maria Saal), selo u Koruškoj, udaljeno 10 km od Klagenfurta (sloven. Celovec) na Gosposvetskom polju u Austriji. Naseljem dominira velika gotička katedrala iz 15. stoljeća. U ranom srednjem vijeku Gospa Sveta je bila sjedište vojvode Karantanije i tu se do 1414. godine ustoličavao vojvoda na slovenskom jeziku u obredu koji je uključivao Knežev kamen i Kneževsko prijestolje.

## Vanjske poveznice
- Gospa Sveta - Proleksis enciklopedija
- Gospa Sveta - Hrvatski opći leksikon